# Чаттерджи, Сурав
Сурав Чаттерджи (англ. Sourav Chatterjee; род. 26 ноября 1979, Калькутта, Индия) — индийский математик, специалист по теории вероятности.
Доктор философии (2005), профессор Стэнфордского университета (с 2013 года), фелло Institute of Mathematical Statistics (2018).
Окончил Indian Statistical Institute со степенями бакалавра (2000) и магистра (2002) статистики. В 2005 году получил степень доктора философии по статистике в Стэнфорде — под началом Диакониса Перси, с диссертацией «Concentration Inequalities with Exchangeable Pairs». С 2005 по 2011 год в Калифорнийском университете в Беркли ассистент- и ассоциированный профессор. В 2009—2013 годах ассоциированный профессор нью-йоркского Курантовского института. С 2012 года приглашённый ассоциированный профессор, с 2013 года профессор статистики и математики Стэнфорда.
Имеет статус постоянного резидента США.

## Награды и отличия
- Стипендия Слоуна (2007)
- Tweedie New Researcher Award, Institute of Mathematical Statistics[англ.] (2008)
- Rollo Davidson Prize[англ.] (2010)
- IMS Medallion Lecture (2012)
- Prix Wolfgang-Döblin[фр.] (2012, первый удостоенный)
- Young Researcher Award, International Indian Statistical Association (2013)
- Loève Prize[англ.] (2013)[5]
- Invited talk at the International Congress of Mathematicians[англ.] (2014)